# Douki
Tatsuya Hayama (葉山 達也, Hayama Tatsuya, né le 24 décembre 1991), mieux connu sous son nom de ring Douki (écrit tout en majuscules "DOUKI"), est un catcheur (lutteur professionnel) japonais sous contrat avec la New Japan Pro-Wrestling (NJPW), où il est membre du clan Just 5 Guys. Douki était aussi membre du clan Suzuki-gun de 2019 jusqu'à sa dissolution en 2022. Il arbore un masque qui couvre la partie basse de son visage.

## Carrière

### Débuts
En mai 2010, Hayama décide de se rendre au Mexique par ses propres moyens, mais avant se départ il tombe sur le catcheur Milano Collection A.T. qui lui présente Taichi pour l'y accompagner. Après cela, il apprend le catch au Mexique en allant tous les jours à l'école du CMLL et s'entraîne à la salle de sport avec Taichi. Il fait ses débuts en novembre de la même année sous le nom de Kansuke,.
En 2012, lorsqu'il rejoint Los Perros del Mal (un clan créé en décembre 2008), Hayama veut se démarquer des autres catcheurs japonais membres du clan. Il décide ainsi de porter un masque et d'adopter le nom de ring Douki, dérivé du nom d'ordination de Kansuke Yamamoto "Michiki",. Il devient membre du clan Japones del Mal.
Après avoir passé du temps au Mexique, Douki fait sa première apparition dans un ring japonais lors d'un spectacle à Tokyo Gurentai le 10 octobre 2015.

### New Japan Pro-Wrestling

#### Suzuki-gun (2019-2022)
Le 10 mai 2019, El Desperado a dû être retiré du tournoi Best of the Super Juniors en raison d'une blessure, et Taichi choisit Douki comme nouveau membre de Suzuki-gun et remplaçant de Desperado,. Douki finit le tournoi avec un score de 2 points.
Le 1er août 2020, NJPW annonce un tournoi pour couronner des nouveaux champions NEVER toutes catégories par trio auquel Douki participes aux côtés de ses alliés de clan Minoru Suzuki et El Desperado.
En mars 2022, Douki participe à la New Japan Cup, où il perd contre son comparse du Suzuki-gun Zack Sabre, Jr. au deuxième tour. En novembre, Douki et Yoshinobu Kanemaru participent à la Super Junior Tag League, terminant avec huit points et ne parvenant pas à se qualifier pour la finale.
En décembre, lors des finales de la World Tag League et du Best of the Super Juniors, Minoru Suzuki annonce la dissolution de Suzuki-gun d'ici la fin de l'année. Un match final entre les membres du clan a lieu le 23 décembre, où l'équipe de Taichi, Sabre, Kanemaru et Douki battent Suzuki, Lance Archer, Desperado et Taka Michinoku. Après le match, chacun des membres du Suzuki-gun évoque un souvenir pour se remémorer des instants passés avec le groupe et remercient leur leader Suzuki. La soirée se termine avec tous les membres posant avec le drapeau du Suzuki-gun, avant d'être rejoints par l'ancien catcheur et membre du clan Takashi Iizuka.

#### Just 5 Guys (2023-...)
Le 5 janvier 2023, lors du New Year Dash, Michinoku, Taichi, Douki et Kanemaru forment un groupe nommé Just 4 Guys dans le but d'atteindre le sommet de la NJPW,. Le 4 février, lors de The New Beginning à Sapporo, Douki et Yoshinobu Kanemaru défient Catch 2/2 ( Francesco Akira et TJP) pour le championnat poids lourds junior par équipe IWGP, mais perdent le match,. Lors des quarts de finale de la New Japan Cup, Sanada bat son coéquipier et leader du clan Los Ingobernables de Japon, Tetsuya Naito. Après le match, Sanada est rejoint sur le ring par Taichi, Kanemaru, Michinoku et Douki, où ils se serrent la main, actant l'arrivée de Sanada dans le groupe qui se renomme pour l'occasion Just 5 Guys,. Grâce au partenariat de NJPW avec All Elite Wrestling (AEW), Douki fait ses débuts à l'AEW lors de l'épisode du 23 juin d'AEW Rampage, où il perd face à "Jungle Boy" Jack Perry. Le 25 juin à Forbidden Door, Douki accompagne Sanada aux côtés du ring pour son match contre Perry où le championnat du monde poids lourds IWGP de Sanada était en jeu, ce dernier conserve son titre. Lors de New Japan Soul le 5 juillet 2024, Douki bat El Desperado pour remporter son tout premier championnat, le championnat poids lourds junior IWGP. Il perd le championnat face à ce même Desperado le 4 janvier 2025 à Wrestle Kingdom 19.

## Palmarès
- New Japan Pro-Wrestling
  - Championnat poids lourds junior IWGP (1 fois)
  - Championnat par équipe poids lourds junior IWGP (1 fois, avec Sho Tanaka)

## Palmarès deLuchas de Apuestas
| Gagnant (mise)                    | Perdant (mise)                           | Emplacement | Événement             | Date         | Remarques |
| --------------------------------- | ---------------------------------------- | ----------- | --------------------- | ------------ | --------- |
| Dowki et Daisuke Hanaoka (masque) | Los Hermanos Celestick (I & II) (masque) | Mexico      | Événement non diffusé | 15 juin 2013 | [ 22 ]    |

## Récompenses des magazines
- Pro Wrestling Illustrated
  - Classé 176e du classement PWI 500 en 2024[23]